# Liu Yuan-kai
Pour les articles homonymes, voir Liu.
Liu Yuan-kai (né le 2 décembre 1981) est un athlète taïwanais spécialiste du sprint. Il représente son pays aux Championnats du monde d'athlétisme en 2011 et 2013 ainsi que quatre fois aux Jeux Asiatiques.

## Biographie
En 2009, il est médaille de bronze sur 4 x 100 mètres lors des Championnats d'Asie à Guangzhou. En décembre, il remporte les Jeux de l'Asie de l'Est sur 4 x 100 mètres ainsi que la médaille de bronze sur le 4 x 400 mètres. 
En 2011, il est de nouveau médaille de bronze du relais 4 x 100 mètres lors des Championnats d'Asie à Kobe. 
En 2013, il termine cinquième du relais 4 x 100 mètres lors des Championnats d'Asie à Pune.

## Palmarès

### International
| Date | Compétition             | Lieu      | Résultat | Épreuve   | Marque        |
| ---- | ----------------------- | --------- | -------- | --------- | ------------- |
| 2009 | Championnats d'Asie     | Guangzhou | 3e       | 4 x 100 m | 39 s 57       |
| 2009 | Jeux de l'Asie de l'Est | Hong Kong | 1er      | 4 x 100 m | 39 s 31       |
| 2009 | Jeux de l'Asie de l'Est | Hong Kong | 3e       | 4 x 400 m | 3 min 10 s 47 |
| 2010 | Jeux Asiatiques         | Guangzhou | 2e       | 4 x 100 m | 39 s 05       |
| 2011 | Championnats d'Asie     | Kobe      | 3e       | 4 x 100 m | 39 s 30       |
| 2013 | Championnats d'Asie     | Pune      | 5e       | 4 x 100 m | 39 s 52       |
| 2014 | Jeux Asiatiques         | Incheon   | 5e       | 4 x 100 m | 39 s 20       |

## Records
| Épreuve       | Performance   | Lieu      | Date             |
| ------------- | ------------- | --------- | ---------------- |
| 60 m en salle | 6 s 90        | Téhéran   | 6 février 2004   |
| 100 m         | 10 s 29       | Yunlin    | 9 avril 2006     |
| 200 m         | 20 s 84       | Tainan    | 24 octobre 2007  |
| 4 x 100 m     | 38 s 78       | Taipei    | 26 mai 2012      |
| 4 x 400 m     | 3 min 10 s 47 | Hong Kong | 13 décembre 2009 |